# سیستم زیتونی-حلزونی
سیستم زیتونی-حلزونی جزئی از سیستم شنوایی است که با کنترل نزولی حلزون گوش درگیر می‌شود. الیاف عصبی آن، بسته زیتونی-حلزونی (OCB)، بخشی از عصب دهلیزی-حلزونی را شکل می‌دهند (عصب ۸ جمجه ای) و از بخش فوقانی مجموعه زیتونی از ساقه مغز (پل مغزی) تا حلزون مطرح می‌شوند.

## آناتومی سیستم زیتونی-حلزونی

### جسم سلول منشا

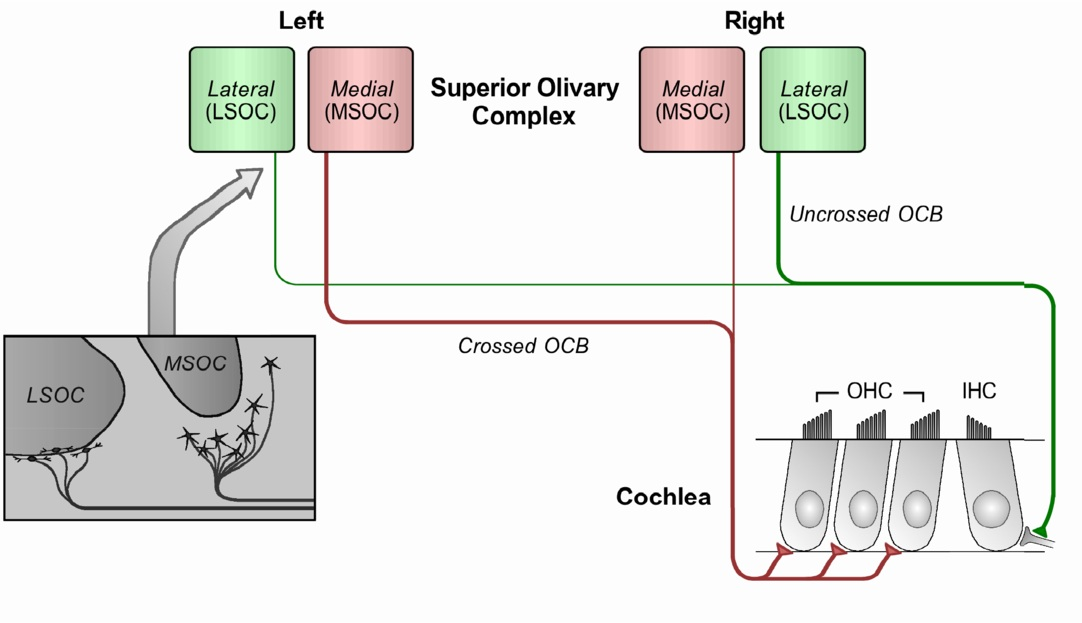
بسته زیتونی-حلزونی پستانداران به دوبخش داخلی (قرمز) و خارجی (سبز) تقسیم‌بندی می‌شوند. هر دو شامل الیاف عبور کرده و عبور نکرده می‌شوند. الیاف غالب تر توسط یک خط ضخیم‌تر نشان داده می شوند. در چپ‌ترین نقطه موقعیت جسم سلول‌های MOCS و LOCS که به ترتیب مرتبط با MSOC و LSOC می‌باشند، در پستاندارن، مشاهده می‌شود.

بسته زیتونی-حلزونی (OCB) از بخش فوقانی مجموعه زیتونی از ساقه مغز منشأ می‌گیرد. بخش هم دهانگری دهلیزی-حلزونی آکسون‌های وابران را به داخل حلزون (آنجا که به جسم کورتی(OC)، پی می‌دهد) حمل می‌کند. بسته زیتونی-حلزونی شامل الیافی است که به هر دو طرف یک سویه و دو سویه حلزون متصل می‌شود و موجب تقسیم اولیه به سیستم‌های متقاطع (COCB) و یکپارچه (UCOCB) می‌شود. اخیراً، با این حال، تقسیم OCB بر اساس جسم سلول‌های منشأ در ساقه مغز نسبت به بخش داخلی - فوقانی زیتون(MSO) است. منطقه داخلی-شکمی پیرا زیتونی (MVPO)، همچنین به عنوان هسته شکمی از جسم ذوزنقه ای شناخته می‌شود، بخش داخلی سیستم زیتونی-حلزونی (MOCS) را به وجود می‌آورد. بخش خارجی-فوقانی زیتون، بخش خارجی سیستم زیتونی-حلزونی (LOCS) را به وجود می‌آورد. نورون‌های (MOCS)، نورون‌های چند قطبی بزرگی هستند در حالی که LOCS از سلول‌های کوچک محیطی تشکیل شده‌اند. این بخش با توجه به فیزیولوژی OCB بیشتر معنادار است. علاوه بر این، پیشرفت در روش‌های تشخیصی تراکت، به شناسایی کلاس سوم سلول‌های عصبی زیتونی-حلزونی (نورون‌های پوسته ای)، که LSO را احاطه کرده‌اند، منجر شده‌است؛ بنابراین، جسم سلول‌های کلاس LOCS درون LSO به عنوان نورون‌های LOCS ذاتی نامیده می‌شوند، در حالی که نورون‌هایی که LSO را احاطه کردند به عنوان نورون‌های پوسته یا بیرونی LOCS نامگذاری می‌شوند. نورون‌های پوسته معمولاً بزرگ هستند و از لحاظ مورفولوژیکی بسیار شبیه به نورون‌های MOCS هستند.

### الیاف زیتونی-حلزونی
LOCS (که از هر دو نورون ذاتی و پوسته حاصل می‌شود) شامل الیاف فاقد میلین هستند که با دندریت سلول‌های تیپ یک گانگلیون مارپیچی که به سلول‌های مویی داخلی طرح می‌شوند، سیناپس برقرار می‌کنند. در حالی که نورون‌های ذاتی LOCS کوچک (به قطر ۱۰ تا ۱۵ میکرون) و نورون‌های پوسته بزرگتر (به قطر ۲۵ میکرون) می‌باشند، این نورون‌های ذاتی هستند که آکسون‌های بزرگتری دارند (۷۷ میکرون برای نورون‌های ذاتی ،۳۷ میکرون برای نورون‌های پوسته). در مقابل، MOCS شامل الیاف عصبی میلین دار هستند که مستقیماً به سلول‌های مویی خارجی پی می‌دهند. گرچه هر دو LOCS و MOCS حاوی فیبرهای متقاطع (کنتراست) و یکپارچه (ipsilateral) هستند، در اکثر گونه‌های پستانداران اکثر الیاف LOCS به به بخش دو طرفه حلزون طرح می‌شوند، در حالی که اکثریت الیاف MOCS به بخش یک طرفه حلزون طرح می‌شوند. نسبت الیاف در MOCS و LOCS نیز بین گونه‌ها متفاوت است، اما در اکثر موارد الیاف LOCS بیشتر هستند. در انسان به‌طور میانگین تعداد ۱۰۰۰ فیبر LOCS و ۳۶۰ فیبر MOCS تخمین شده‌است، البته این تعداد در هر فرد، متفاوت است. آکسون‌های ذاتی LOCS در حدود ۱ میکرومتر درون ارگان Corti، معمولاً به‌طور متقاطع به‌طور پیوسته حرکت می‌کنند. آن‌ها یک دسته کوچک از دکمه‌های سیناپسی را می‌دهند که در حد کم تری است و اغلب شامل کمتر از 10 IHC است. در مقایسه، عصب‌های پوسته، هر دو به‌طور متناوب و باریک مارپیچ، و می‌توانند بخش‌های بزرگی را در داخل ارگان Corti پوشش دهند.